# Premio Dannie Heineman de Física Matemática
El Premio Dannie Heineman de Física Matemática es un premio se da cada año desde 1959 conjuntamente por la Sociedad Física Estadounidense y el Instituto Estadounidense de Física. Fue creado por la Fundación Heineman en honor de Dannie Heineman. A partir de 2006, el premio consiste en 7500 dólares y un certificado citando las contribuciones aportadas por el beneficiario, más los gastos de viaje para asistir a la reunión en la que el premio es otorgado.

## Lista de galardonados
- 2019 T. Bill Sutherland, Francesco Calogero y Michel Gaudin
- 2018 Barry Simon
- 2017 Carl M. Bender
- 2016 Andrew Strominger y Cumrun Vafa
- 2015 Pierre Ramond
- 2014 Gregory W. Moore
- 2013 Michio Jimbo y Tetsuji Miwa
- 2012 Giovanni Jona-Lasinio
- 2011 Herbert Spohn
- 2010 Michael Aizenman
- 2009 Carlo Becchi, Alain Rouet, Raymond Stora y Igor Tyutin
- 2008 Mitchell Feigenbaum
- 2007 Juan Maldacena y Joseph Polchinski
- 2006 Sergio Ferrara, Daniel Z. Freedman y Peter van Nieuwenhuizen
- 2005 Giorgio Parisi
- 2004 Gabriele Veneziano
- 2003 Yvonne Choquet-Bruhat y James W. York
- 2002 Michael B. Green y John Henry Schwarz
- 2001 Vladimir Igorevich Arnol'd
- 2000 Sidney R. Coleman
- 1999 Barry M. McCoy, Tai Tsun Wu, y Aleksandr Zamolódchikov
- 1998 Nathan Seiberg y Edward Witten
- 1997 Harry W. Lehmann
- 1996 Roy J. Glauber
- 1995 Roman W. Jackiw
- 1994 Richard Arnowitt, Stanley Deser y Charles W. Misner
- 1993 Martin C. Gutzwiller
- 1992 Stanley Mandelstam
- 1991 Thomas C. Spencer y Jurg Frohlich
- 1990 Yákov Sinái
- 1989 John S. Bell
- 1988 Julius Wess y Bruno Zumino
- 1987 Rodney Baxter
- 1986 Alexander M. Polyakov
- 1985 David P. Ruelle
- 1984 Robert B. Griffiths
- 1983 Martin D. Kruskal
- 1982 John Clive Ward
- 1981 Jeffrey Goldstone
- 1980 James Glimm y Arthur Jaffe
- 1979 Gerard 't Hooft
- 1978 Elliott Lieb
- 1977 Steven Weinberg
- 1976 Stephen Hawking
- 1975 Ludwig D. Faddeev
- 1974 Subrahmanyan Chandrasekhar
- 1973 Kenneth G. Wilson
- 1972 James D. Bjorken
- 1971 Roger Penrose
- 1970 Yoichiro Nambu
- 1969 Arthur Wightman
- 1968 Sergio Fubini
- 1967 Gian Carlo Wick
- 1966 Nikolai N. Bogoliubov
- 1965 Freeman Dyson
- 1964 Tullio Regge
- 1963 Keith A. Brueckner
- 1962 Léon Van Hove
- 1961 Marvin L. Goldberger
- 1960 Aage Bohr
- 1959 Murray Gell-Mann